# Priberezhne (Odesa)
Pryberezhne  (ucraniano: Прибережне) es una localidad del Raión de Bilhorod-Dnistrovskyi en el Óblast de Odesa de Ucrania. Según el censo de 2001, tiene una población de 255 habitantes.